# Disautonomía
En las ciencias de la salud, el término disautonomía o disfunción autonómica hace referencia a un conjunto de síntomas que se deben a un funcionamiento inadecuado del sistema nervioso autónomo o vegetativo. No se trata por lo tanto de una enfermedad concreta, sino de un padecimiento que puede deberse a numerosas causas.

## Introducción
El  sistema  nervioso  autónomo  está formado por diferentes vías nerviosas encargadas  de regular de manera involuntaria numerosas funciones que son de gran importancia para el organismo, entre ellas el mantenimiento de la presión arterial, la temperatura corporal, el proceso de digestión y el ritmo del corazón. Las vías nerviosas que regulan estas funciones se dividen en dos sistemas complementarios, el sistema nervioso simpático y el parasimpático. La mayor parte de los órganos reciben inervación de los dos sistemas que deben mantener un equilibrio adecuado para lograr la homeostasis interna. Cuando se producen alteraciones en el mecanismo de regulación o función inapropiada del sistema nervioso autónomo, ocurren un conjunto de síntomas que reciben el nombre de disautonomía. Las manifestaciones son muy variadas, debido a que la mayor parte de los órganos pueden verse afectados, y uno de los síntomas más llamativos es la hipotensión ortostática que se acompaña en ocasiones de pérdida transitoria de conciencia, fenómeno que se conoce como síncope. El diagnóstico de disautonomía es complejo y debe realizarlo un profesional de la medicina.

## Etiología
Las causas más frecuentes de disautonomía son enfermedades de tipo degenerativo que afectan al sistema nervioso, entre ellas la enfermedad de Parkinson, procesos que alteran el funcionamiento de los nervios periféricos como el síndrome de Guillain-Barré, la neuropatía diabética y el alcoholismo.

## Síntomas

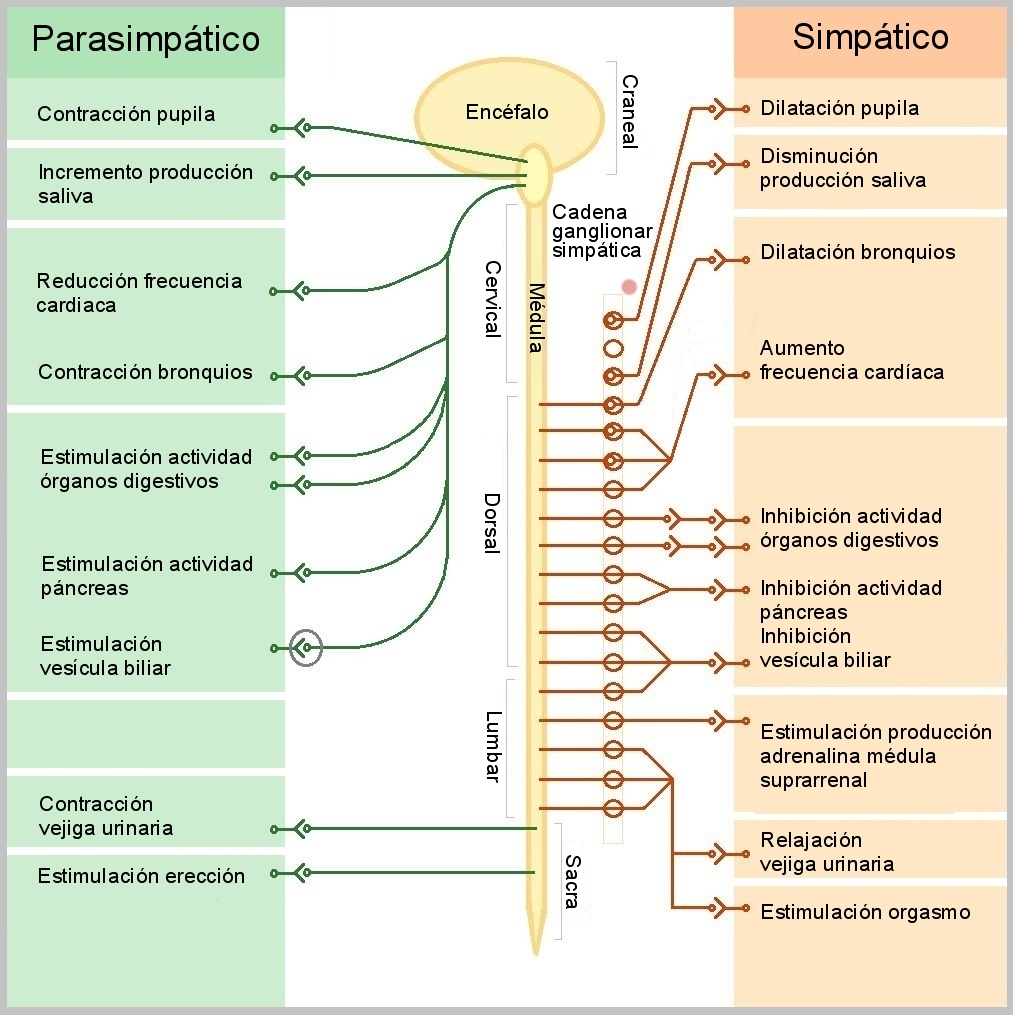
Funciones de las dos divisiones del sistema nervioso autónomo (simpático y parasimpático).

Dado que el sistema nervioso autónomo o vegetativo inerva la mayor parte de los órganos, los síntomas pueden ser muy variados.  Una de las manifestaciones más habituales es la hipotensión ortostática, es decir el descenso brusco de la presión arterial que se produce cuando un individuo pasa de estar sentado o tumbado a colocarse en posición de pie. La hipotensión ortostática provoca sensación de mareo y desmayo, pérdida de visión transitoria y en ocasiones pérdida de conciencia de corta duración o síncope por aporte insuficiente de sangre al encéfalo.
En el aparato digestivo, los síntomas más habituales son alteraciones en la motilidad del estómago y el intestino que se manifiestan por náuseas, vómitos, diarrea, molestias abdominales difusas y estreñimiento. 
En la esfera sexual puede producirse disfunción eréctil, dificultad para la eyaculación y alcanzar el orgasmo.

## Diagnóstico
Para realizar el diagnóstico, el aspecto fundamental es la sintomatología y la existencia de otras enfermedades como la diabetes que hagan sospechar la existencia de disfunción autonómica. Puede ser útil realizar pruebas en las que se mide la respuesta cardiovascular al cambio postural o la determinación de la concentración de catecolaminas en plasma que se encuentra disminuida. Las catecolaminas (adrenalina y noradrenalina) son producidas por el sistema nervioso simpático, y su concentración aumenta considerablemente en las personas que no tienen esta condición cuando se pasa de estar sentado o tumbado a posición de pie.[cita requerida]
Uno de los métodos utilizados en su diagnóstico es la prueba de la mesa inclinada o test de Tilt.[cita requerida]
Existen algunos dispositivos que hacen posible medir, de forma no invasiva, cómo se relacionan los sistemas simpático y parasimpático, permitiendo una evaluación cuantitativa de la disfunción en el sistema nervioso autónomo del paciente.

## Tratamiento
Aunque no hay cura para la disautonomía, existen medicamentos para paliar sus efectos, además de pautas de comportamiento que pueden ayudar a sobrellevar esta enfermedad.[cita requerida]
El tratamiento farmacológico de la disautonomía es complejo puesto que, aunque se hacen desaparecer ciertos síntomas, otros pueden empeorar. Las medidas para aliviar los efectos de la disautonomía son en gran parte las recomendadas generales para conservar buena salud física y mental; varían según el tipo concreto de afección.[cita requerida]
Ante la presencia de mareos, suele ser recomendable tumbarse para facilitar la llegada de oxígeno al cerebro. De forma general, se recomienda incorporar a la rutina diaria hábitos que intenten mejorar el retorno sanguíneo, como pueden ser:
- Realizar unas cinco o seis comidas diarias para evitar digestiones pesadas.
- Realizar ejercicio aeróbico varias veces por semana, para mantener el tono muscular.
- Evitar permanecer de pie de forma prolongada y, si no se puede evitar, hacer pequeños movimientos, como ponerse de puntillas o cruzar las piernas.[7] Lo mismo es aplicable a viajes de larga duración sentados: conviene cierto movimiento de vez en cuando.
- Usar medias de compresión.

## Pronóstico
El pronóstico es muy variable y depende de la categoría diagnosticada específica.

## Disautonomía familiar
Es un trastorno complejo de origen hereditario. Recibe también el nombre de neuropatía sensitiva autonómica hereditaria tipo 3 y se da de forma casi exclusiva en personas de origen judío procedentes del este de Europa. Provoca alteraciones sensitivas y afectación severa del sistema nervioso autónomo.